# التسجيل الترويجي

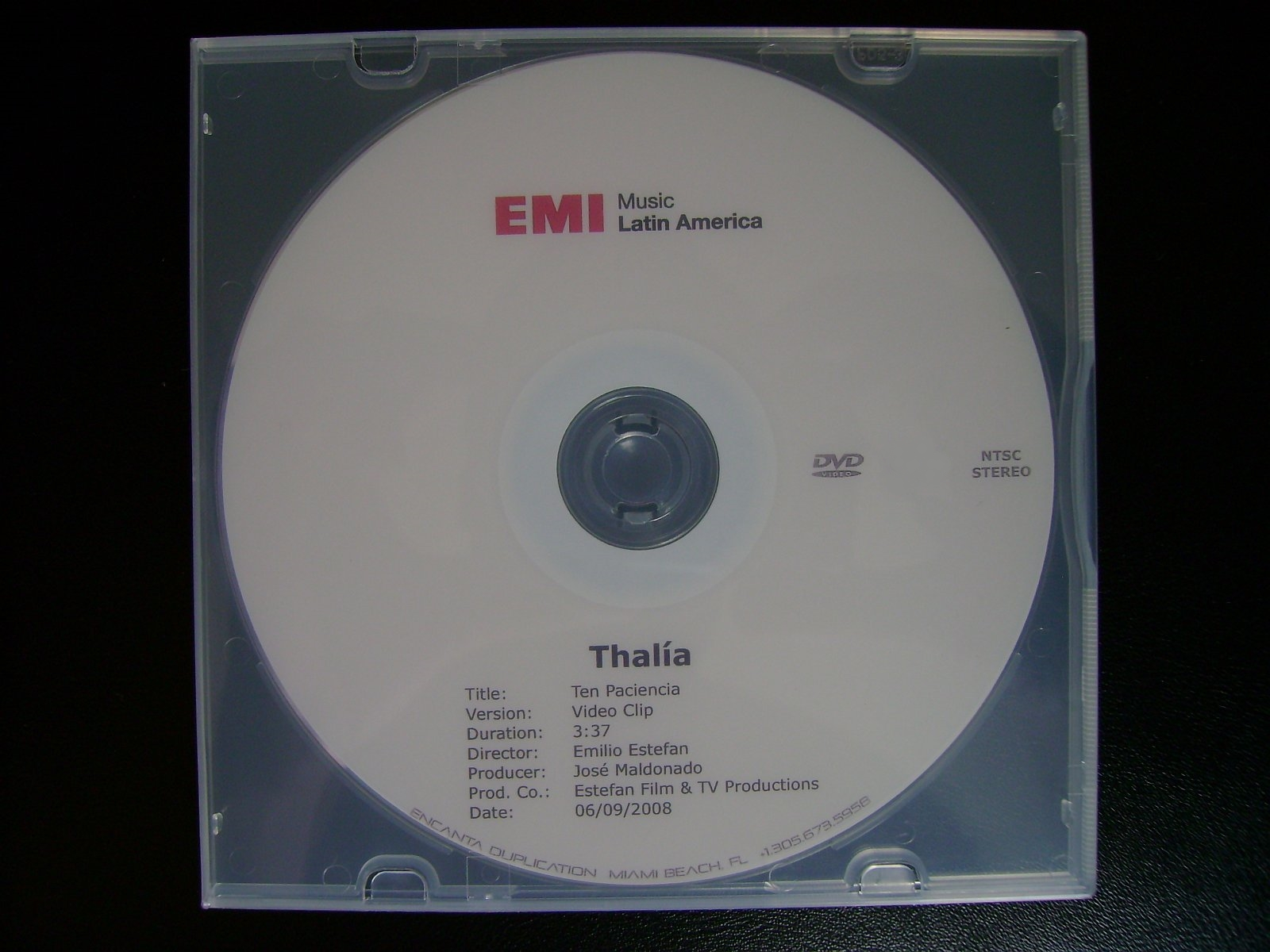

التسجيل الترويجي أو الترويجي أو نسخة التوصيل هو تسجيل صوتي أو فيديو يتم توزيعه مجانًا، عادةً من أجل الترويج لتسجيل سوف يتوفر أو سيصبح متاحًا تجاريًا. عادةً ما يتم إرسال الرسائل الترويجية مباشرةً إلى المذيعين، مثل محطات الراديو الموسيقى والتلفزيون، وأيضا للدي جي وصحافة الموسيقى، قبل إصدار الإصدارات التجارية، على أمل أن البث على الهواء، والمراجعة، والأشكال الأخرى من العرض ستعمل على تحفيز اهتمام الجمهور بالإصدار التجاري.